# 塔拜勒巴拉

塔拜勒巴拉（阿拉伯语：‎），是阿爾及利亞的城鎮，位於該國西部，由貝沙爾省負責管轄，是塔拜勒巴拉區的首府，面積60,560平方公里，海拔高度518米，2008年人口5,248，人口密度每平方公里0.1人。